# Omega Sagittarii
Omega Sagittarii (ω Sagittarii, förkortat Omega Sgr, ω Sgr) som är stjärnans Bayerbeteckning, är en stjärna belägen i den östra delen av stjärnbilden Skytten. Den har en skenbar magnitud på 4,70 och är synlig för blotta där ljusföroreningar ej förekommer. Baserat på parallaxmätning inom Hipparcosuppdraget på ca 43,0 mas, beräknas den befinna sig på ett avstånd av ca 78 ljusår (ca 24 parsek) från solen.

## Nomenklatur
Omega Sagittarii bildar tillsammans med: 
- 60 Sgr, 62 Sgr och 59 Sgr, asterismen Terebellum[6]. Enligt stjärnkatalogen i Teknisk Memorandum 33-507 – A Reduced Star Catalog Containing 537 Named Stars, var Terebellum ursprungligen titeln för fyra stjärnor: ω Sgr som Terebellum I, 59 Sgr som Terebellum II, 60 Sgr som Terebellum III och 62 Sgr som Terebellum IV.[7]
- ν Sgr, ψ Sgr, τ Sgr, 60 Sgr och ζ Sgr, Al Udḥiyy, strutsens rede.[6]

## Egenskaper
Omega Sagittarii är en gul till vit underjättestjärna av spektralklass G5 IV. Den har en radie som är av ungefär samma storlek som solens radie och har en effektiv temperatur på ca 5 400 K.